# Republikanska stranka Armenije
Republikanska stranka Armenije (RSA; armenski: Հայաստանի Հանրապետական Կուսակցություն, izgovor: hajastani hanrapetakan kusakcutjun; HHK) je narodna konzervativna politička stranka u Armeniji. Prva je politička stranka osnovana u Armeniji nakon njezinog osamostaljenja 1990. RSA je najveća desničarska stranka u Armeniji i ima oko 140 000 članova.
Osnutak RSA-a povezan je i s armenskim narodnim buđenjem 1988., borbom za neovisnost te borbom za pokrajinu Gornji Karabah. Paravojna formacija Vojska neovisnosti koja je nastala početkom rata za Gornji Karabah, bila je temelj za osnutak RSA-a. Nekoliko zapovjednika Vojske neovisnosti su na Osnivačkoj skupštini 2. travnja 1990. uspostavili Republikansku stranku Armenije, tada prvu socio-političku organizaciju u Armeniji koja se registrirala 14. svibnja 1991. kao politička stranka. Vojska neovisnosti koju su činili članovi RSA-a bila je aktivna u Ratu za Gornji Karabah. Odredi ove formacije su se 27. svibnja 1990. opirali i sovjetskim trupama u četvrti Nubarašen u glavnom gradu Erevanu te su također sudjelovali u nacionalizaciji sovjetskog naoružanja koje su dostavljali armenskim vojnicima po granicama. RSA je osnovala i prvo vojničko groblje Jerablur. Njezino zalaganje u koordiniranju dobrovoljačkih oružanih odreda pomoglo je uspostavi reda širom zemlje. Nakon uspostave Armenskih oružanih snaga, RSA je proglasila svoju demilitarizaciju.
RSA je imala ukupno devet redovnih (1992., 1995., 1997., 1999., 2001., 2003., 2005., 2007. i 2009.) i tri izvanredna kongresa (1996., 2002. i 2006.). Ured predsjednika stranke bio je ukinut između 1999. i 2005.
RSA je do svoje smrti u studenome 1997. vodio njezin osnivač Ašot Navasardjan, kojega je naslijedio Andranik Margarjan koji je stranku vodio do ožujka 2007., kada ga je naslijedio sadašnji predsjednik Serž Sargsjan.
Ideologija stranke temelji se na naučavanjima Garegina Nžda, borca za armensku neovisnost. Stranka proglašava svoj kontinuitet s tajnom Narodnom strankom ujedinjenja (1967. – 1987.), a nekoliko članova NSU-a također djeluje u RSA-u i njezinom Odboru.